# DJ 스튜어트

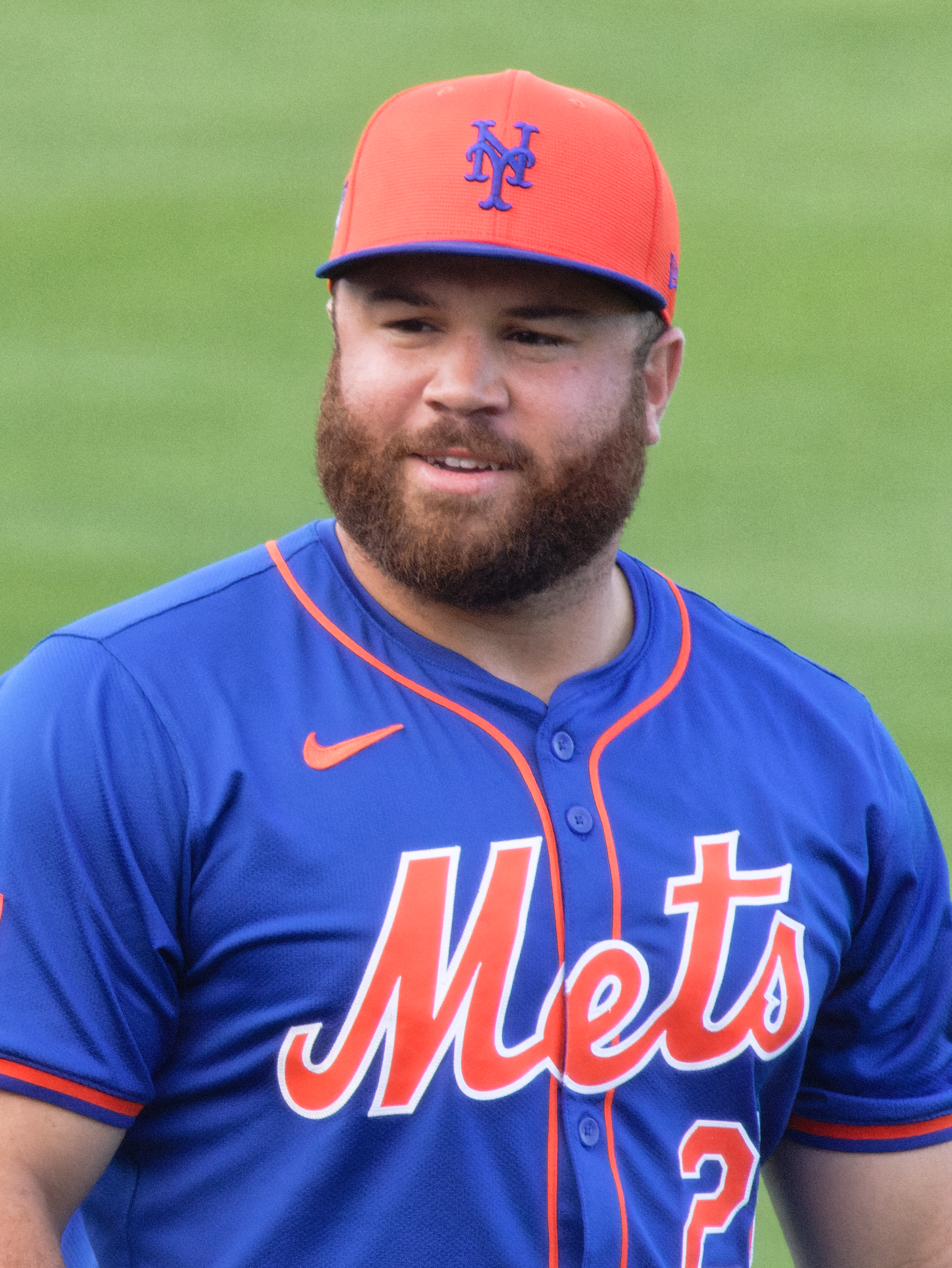
2024년 모습

DJ 스튜어트(DJ Stewart, 본명: 드미트리우스 제롬 스튜어트, Demetrius Jerome Stewart, 1993년 11월 30일 ~ )는 메이저 리그 베이스볼(MLB) 뉴욕 메츠의 미국 프로 야구 외야수이다. 이전에 볼티모어 오리올스에서 MLB에서 뛰었다. 스튜어트는 플로리다 스테이트 세미놀스(Florida State Seminoles)에서 대학 야구를 했다.

## 아마추어 경력
스튜어트는 플로리다 주 잭슨빌에 있는 볼레스 스쿨(Bolles School)에 다녔다. 고등학교 때 야구와 축구를 모두 했다. 스튜어트는 2012년 메이저 리그 베이스볼 드래프트 28라운드에서 뉴욕 양키스에 지명되었다. 그는 양키스와 계약하지 않았고 플로리다 주립 대학에 등록하여 플로리다 주립 세미놀스에서 대학 야구를 했다.
2013년 신입생인 스튜어트는 60경기에 출전해 안타(82), 타율(.364), 2루타(25), 장타율(.560)에서 팀 1위를 차지했다. 또한 5개의 홈런과 59개의 타점(타점)을 추가했다. 2013년에 야머스-데니스 레드삭스(Yarmouth-Dennis Red Sox)의 케이프 코드 베이스볼 리그(Cape Cod Baseball League)에서 대학 여름 야구를 했으며 리그 올스타로 선정되었다.
2014년 2학년 때 스튜어트는 타율 .351/.472/.557, 7홈런, 50타점을 기록한 후 애틀랜틱 코스트 컨퍼런스 올해의 야구 선수로 선정되었다. 그는 또한 미국야구코치협회(ABCA)로부터 올아메리칸(All-American) 선수로 선정되었다. 3월에 그는 플로리다 게이터스와의 벤치 클리어링 싸움에서 자신의 역할로 인해 4경기 출전 정지를 받았다. 시즌이 끝난 후 그는 여름 동안 미국 대학 대표팀에서 뛰었다.